# لويس تولسون
لويس ماي تولسون (مواليد 26 سبتمبر 1999) غطاسة بريطانية متخصصة في منصة 10 أمتار ، فازت بالميدالية الذهبية في دورة الألعاب الأوروبية الافتتاحية في عام 2015 ، واللقب الأوروبي الأول في عام 2017. تنافست في حدث منصة العشرة أمتار المتزامنة للسيدات في دورة الألعاب الأولمبية الصيفية لعام 2016 مع تونيا كوتش. فازت بالميدالية الفضية في بطولة العالم للألعاب المائية 2017 مع ماتي لي، وفازت بالميدالية الفضية في بطولة العالم للألعاب المائية المتزامنة بطول 10 أمتار في بطولة 2018 الأوروبية للألعاب المائية مع إيدن تشينج.

## نشأتها
نشأت لويس تولسون في هدرسفيلد، التحقت بمدرسة ويتكليف ماونت ومن ثم كلية إليوت هدسون في منطقة بيستون في ليدز ، غرب يوركشاير، إنجلترا.